# Muerte y transfiguración

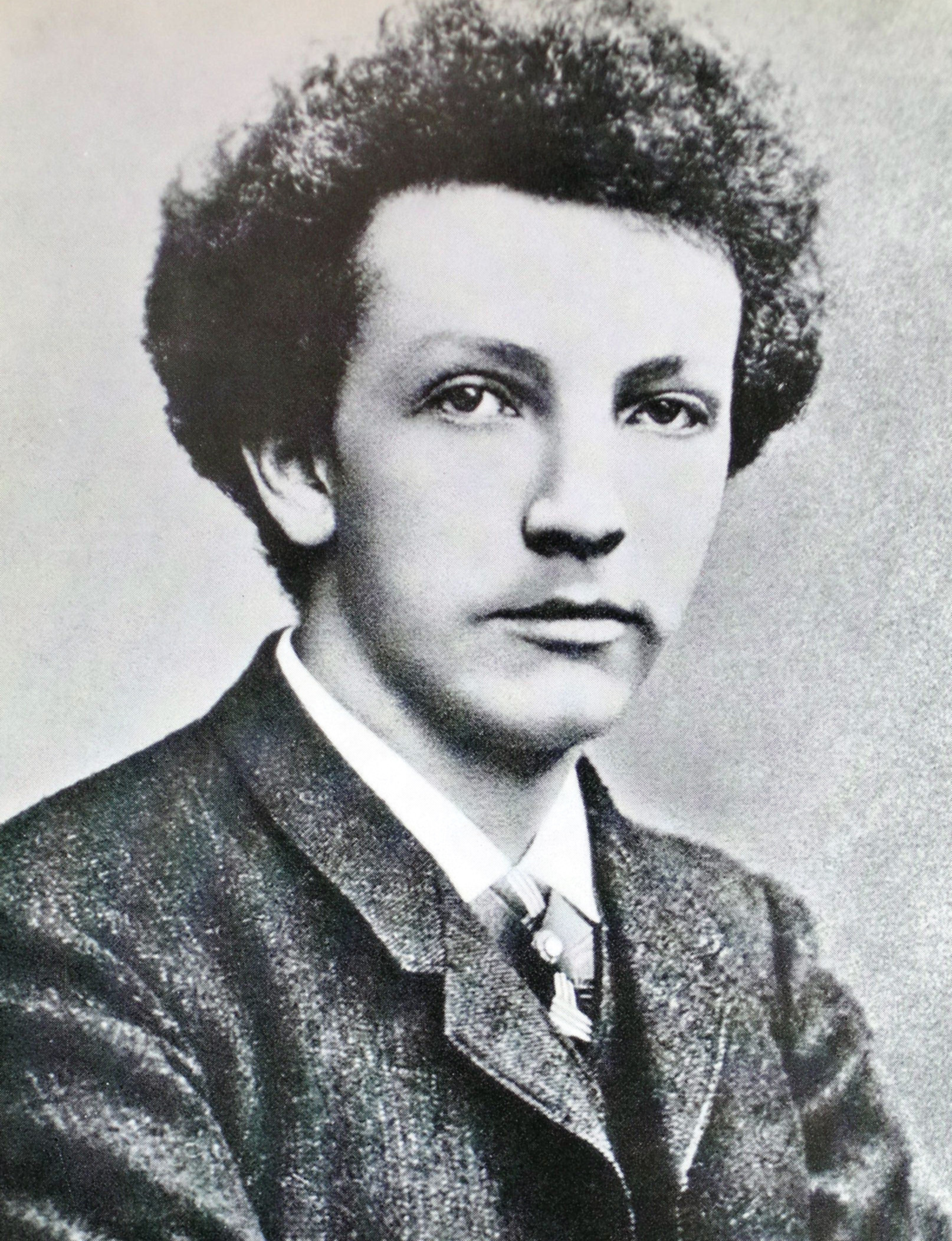
Richard Strauss en 1888.

Muerte y transfiguración (Tod und Verklärung), Op. 24, es un poema sinfónico para orquesta de Richard Strauss. Strauss comenzó la composición en el verano de 1888 y terminó el trabajo el 18 de noviembre de 1889. El trabajo está dedicado al amigo del compositor Friedrich Rosch.
La música representa la muerte de un artista. A petición de Strauss, ésta se describe en un poema por el amigo del compositor Alexander Ritter como una interpretación de la Muerte y Transfiguración, después de que fuera compuesta. Mientras yace moribundo, pensamientos de su vida pasan por su cabeza: la inocencia de su infancia, las luchas de su hombría, la consecución de sus metas mundanas; y al final, recibe la ansiada transfiguración "del alcance infinito de los cielos".

## Historia de las interpretaciones
Strauss dirigió el estreno el 21 de junio de 1890 en el Festival de Eisenach (en el mismo programa también estrenó su Burleske en re menor para piano y orquesta). También dirigió esta pieza en su primera aparición en Inglaterra, en el Concierto Wagner con la Sociedad Filarmónica el 15 de junio de 1897 en el Queen's Hall de Londres.

## Reacción crítica
El crítico inglés Ernest Newman la describe como una música a la que uno no querría morir o despertar. "Es demasiado espectacular, muy brillante, llena de la pompa y boato de una multitud; mientras que es un camino que uno debe tomar muy en silencio, y solo".

## Estructura
Hay cuatro partes (que condensan los pensamientos poéticos de Ritter):
1. Largo (El enfermo, próximo a la muerte)
2. Allegro molto agitato (La batalla entre la vida y la muerte no da reposo al agonizante)
3. Meno mosso (El moribundo ve pasar su vida ante él)
4. Moderato (La transfiguración anhelada)

Una interpretación típica dura alrededor de 25 minutos.

## Instrumentación
La obra está escrita para una orquesta grande compuesta de: 3 flautas, 2 oboes, corno inglés, 2 clarinetes en si bemol, clarinete bajo, 2 fagotes, contrafagot, 4 trompas en fa, 3 trompetas en fa y do, 3 trombones, tuba, timbales, tam-tam, y cuerdas: 2 arpas, violines i, ii, violas, violonchelos, contrabajos.